# Yury Vengerovsky
Yury Naumovich Vengerovsky (em ucraniano:  Юрій Наумович Венгеровський, em russo:  Юрий Наумович Венгеровский; Carcóvia, 26 de outubro de 1938 — Belgorod, 4 de dezembro de 1998) foi um jogador de voleibol da Ucrânia que competiu pela União Soviética nos Jogos Olímpicos de 1964. Yury era judeu.
Em 1964, ele fez parte da equipe soviética que ganhou a medalha de ouro no torneio olímpico, jogando todas as nove partidas.